# Callionymus sereti
 Callionymus sereti és una espècie de peix de la família dels cal·lionímids i de l'ordre dels cipriniformes que es troba a l'illa de Futuna.